# Hélène Carrère d'Encausse
Hélène Carrère, nascida Hélène Zourabichvili (Paris, 6 de julho de 1929 – Paris, 5 de agosto de 2023) foi uma historiadora francesa. É mãe do escritor Emmanuel Carrère. Foi Secretária perpétua da Academia Francesa (Secrétaire perpétuel de l’Académie française) de 21 de outubro de 1999 até 5 de agosto de 2023, data de sua morte. 

## Obras
- L'empire éclaté. Flammarion, Paris 1978, ISBN 2-08-064090-9.
  - em alemão: Risse im Roten Imperium. Das Nationalitätenproblem in der Sowjetunion. Pabel-Moewig, München 1986, ISBN 3-8118-6603-6.
- Nikolaus II. Das Drama des letzten Zaren. Aus dem Französischen von Jochen Grube. Zsolnay, Wien 1998, ISBN 3-552-04896-0.
- Lenin. Piper, München/Zürich 2000, ISBN 3-492-24046-1.